# Рюмины
Рюмины — княжеский и дворянский род. Род князей Рюминых внесён в Бархатную книгу.
Потомство выходца из купцов, винного откупщика Гаврилы Васильевича Рюмина (1752—1827), который 15.01.1803 внесён в III ч. дворянской родословной книги Рязанской губернии.
- сын от первого брака на вдове купца Черенкова, Степаниде Федоровне — Николай Гаврилович (1793—1870) — тайный советник, камергер.

Остальные дети — от второго брака с дочерью московского купца Екатериной Ивановной Макаровой (ок.1777—1817):
- Василий Гаврилович (1807—1848) — русский писатель.
- Александр Гаврилович — титулярный советник, служил в Государственном казначействе при Министерстве финансов.
- Иван Гаврилович (1800—1849) — поручик, жена — Олимпиада Александровна (рожд. Бороздина; 1807—1865).
- Константин Гаврилович — надворный советник, почётный гражданин г. Лозанны.
- Надежда Гавриловна, муж: генерал-майор Емельян Осипович Павленков (1782—1865).

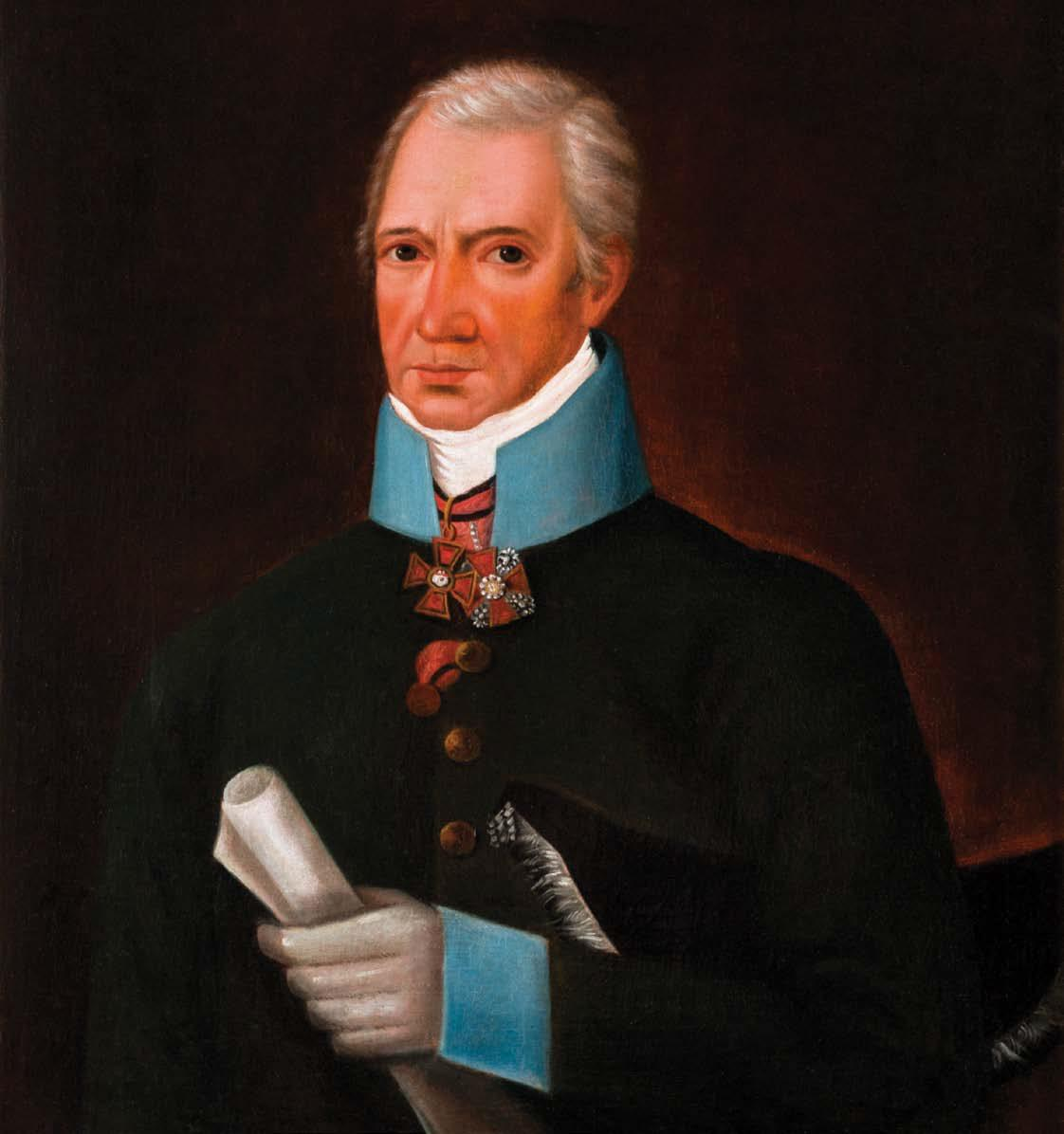
Портрет Гаврилы Васильевича работы неизвестного художника, 19 в.
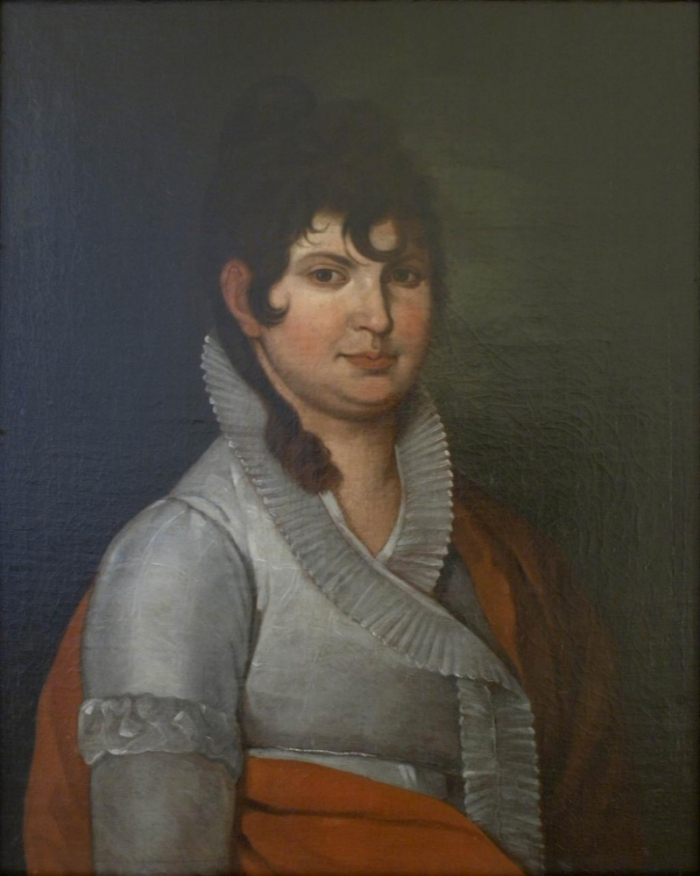
Портрет Екатерины Ивановны работы неизвестного художника, 19 в.
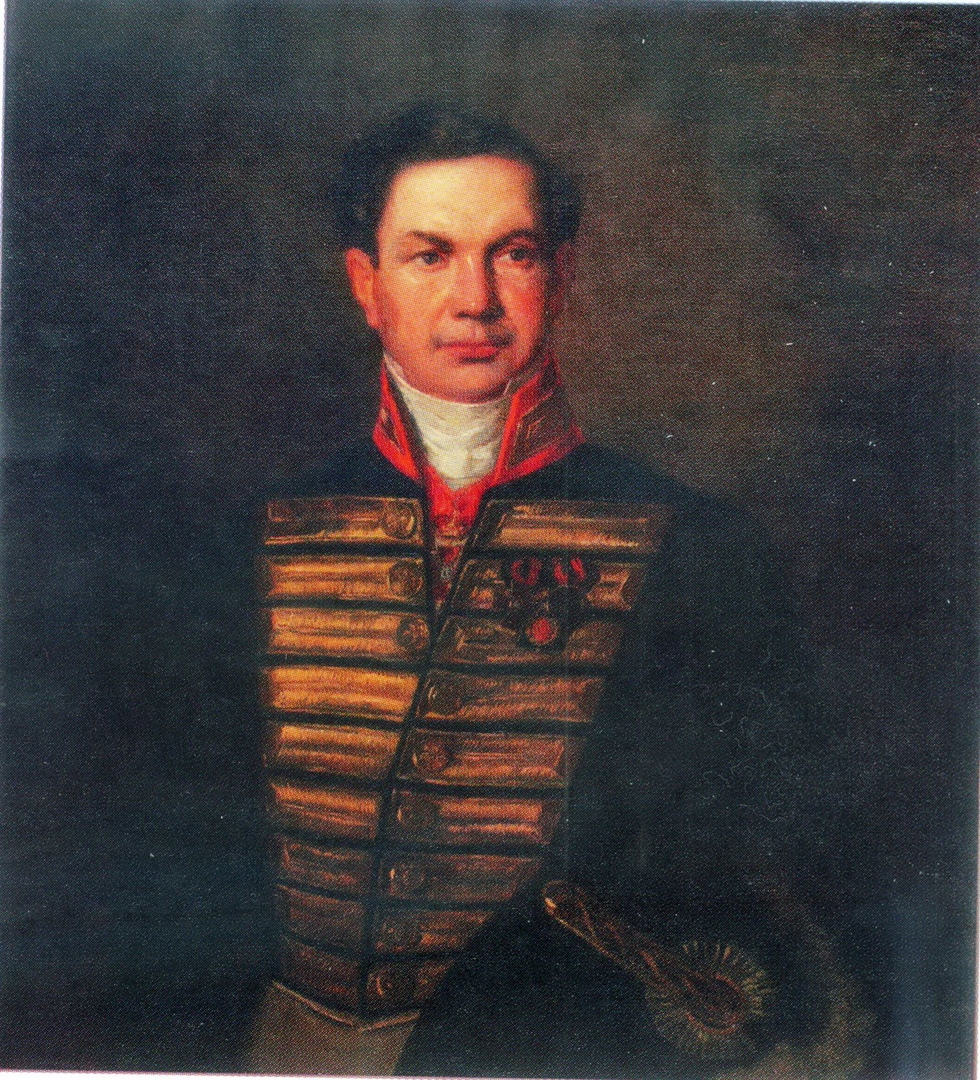
Портрет Николая Гавриловича работы неизвестного художника, 19 в.

## Описание герба
Щит поделён на четыре части. В первой в золотом поле чёрное орлиное крыло с серебряной шестиконечной звездой на нём. Во второй в лазуревом поле золотая городская корона. В третьей, в червлёном поле накрест две золотые перевязи, в них в середине горящее сердце. В четвёртой, в серебряном поле виноградная лоза.
На щите дворянский коронованный шлем. Нашлемник: пять страусовых перьев. Намёт на щите золотой и серебряный, подложен червлёным и лазуревым. Герб Рюминых внесён в Часть 12 Сборника дипломных гербов Российского Дворянства, не внесённых в Общий Гербовник, стр. 63.